# Butte (Alaska)
Pour les articles homonymes, voir Butte.
Butte est une census-designated place d'Alaska, aux États-Unis, dans le Borough de Matanuska-Susitna. Elle fait partie de la zone statistique métropolitaine d'Anchorage et avait une population de 3 246 habitants lors du recensement de 2010.

## Situation - climat
Elle est située entre la rivière Matanuska et la rivière Knik à 8 km au sud-est de Palmer et à 68 km d'Anchorage.
Les températures moyennes de janvier vont de −37 °C à 1 °C et de 6 °C à 29 °C en juillet.

## Histoire
Le peuple Dena'ina circulait au travers de la région de Butte, sur une piste hivernale depuis Eklutna, en amont de la rivière Knik jusqu'à la rivière Copper. Un important village Dena'ina, appelé Hutnaynut'l existait alors.
Les premiers fermiers sont arrivés en 1917 suivis rapidement par d'autres dès 1935, ainsi qu'après la Seconde Guerre mondiale. Des scieries ont ouvert entre 1940 et 1970. Actuellement, les habitants de Butte travaillent essentiellement à Palmer et à Wasilla tandis qu'une activité maraîchère et de commerce de proximité sont les principales ressources locales.

## Démographie
| Groupe               | Butte | Alaska | États-Unis |
| -------------------- | ----- | ------ | ---------- |
| Blancs               | 90,4  | 66,7   | 72,4       |
| Autochtones d'Alaska | 4,3   | 14,8   | 0,9        |
| Métis                | 4,0   | 7,3    | 2,9        |
| Asiatiques           | 0,6   | 5,4    | 4,8        |
| Afro-Américains      | 0,3   | 3,3    | 12,6       |
| Autres               | 0,3   | 1,6    | 6,2        |
| Océaniens            | 0,2   | 1,1    | 0,2        |
| Total                | 100   | 100    | 100        |
|                      |       |        |            |
| Latino-Américains    | 3,1   | 5,5    | 16,7       |

Selon l'American Community Survey pour la période 2011-2015, 95,76 % de la population âgée de plus de 5 ans déclare parler l'anglais à la maison, 2,16 % l'espagnol et 2,08 % une autre langue.
| 1960 | 1970 | 1980 | 1990  | 2000  | 2010  |
| ---- | ---- | ---- | ----- | ----- | ----- |
| 559  | 448  | 988  | 2 039 | 2 561 | 3 246 |